# Ромен Дюріс
Роме́н Дюрі́с (Дюрі́, фр. Romain Duris; нар. 28 травня 1974, Париж) — французький актор.

## Життєпис
Ромен Дюріс народився 28 травня 1974 року в Парижі, в сім'ї архітектора. Його сестра Кароліна стала піаністкою і саме вона грала твори Баха, Ліста та Брамса для звукової доріжки фільму 2005 року «І моє серце завмерло» за участю Ромена. Після закінчення школи Ромен вивчав мистецтво в Паризькому університеті.
У 1992 році директор з кастингу побачив Ромена на вулиці і запропонував йому пройти проби на фільм «Юна загроза» Седріка Клапіша. Фільм вийшов у прокат в 1994 році і мав значний успіх. Пізніше Ромен працював з Седріком Клапішем ще у 5 фільмах: «Кожен шукає свого кота» (1996), «Може бути» (1999), «Іспанський готель» («Іспанка») (2002), «Красуні» (2005) та «Париж» (2008). Усі ці фільми з успіхом пройшли у французькому прокаті.
До того, як стати актором, Ромен Дюріс захоплювався музикою — він грав на барабанах в ейсід-джаз групі «Kingsize».
Ромен Дюріс — один з улюблених акторів режисера Тоні Гатліфа, знявся в його фільмах «Дивний чужинець» (1997), «Мене приніс лелека» (1999), «Вигнанці» (2004).
Фільми «Арсен Люпен» (реж. Жан-Поль Саломе, 2004) і «Мольєр» (реж. Лоран Тірар, 2007), де Ромен Дюрі зіграв головні ролі, принесли акторові світову популярність. Він двічі був номінований на премію «Сезар» як найперспективніший актор року (у 1999 та в 2000 роках). У 2006 році номінувався на «Сезара» як найкращий актор за фільм режисера Жака Одіара «І моє серце завмерло» (2005).

### Приватне життя
Ромен Дюріс живе в Парижі з подругою акторкою Олівією Бонамі, з якою у нього є син, Луїджі, що народився 10 лютого 2009 року.

## Фільмографія

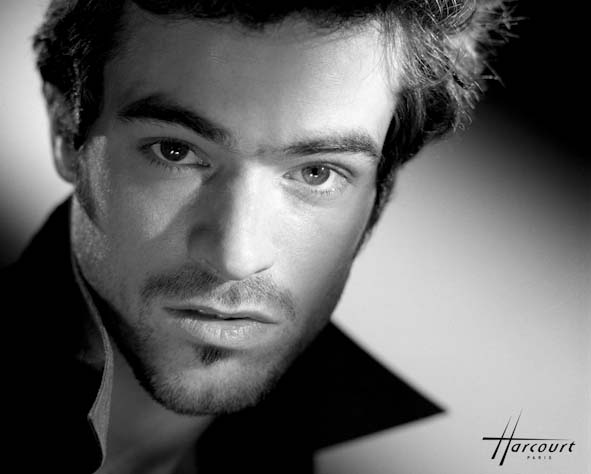
Ромен Дюріс у 1999 р. Студійне фото Studio Harcourt.

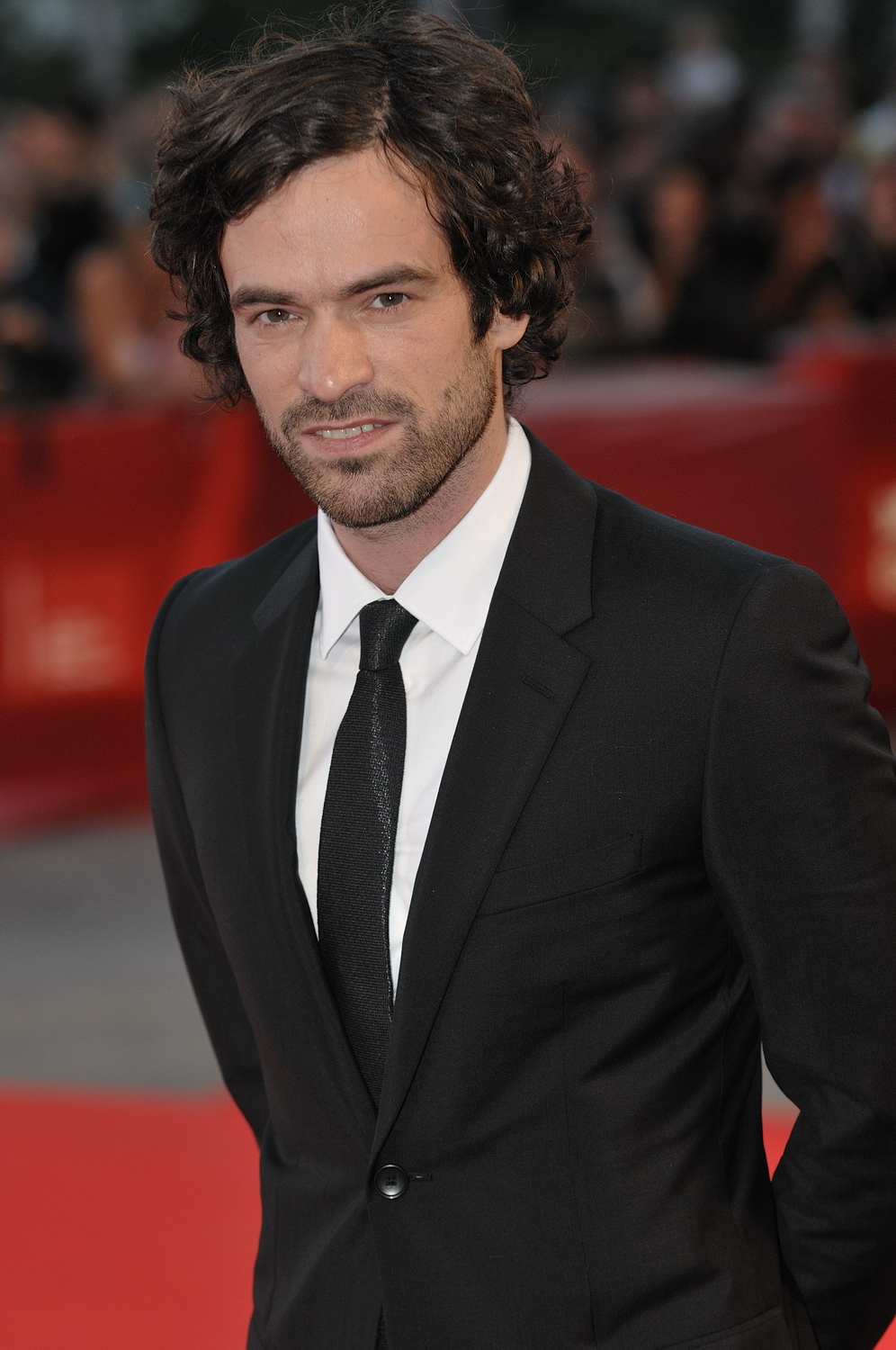
Ромен Дюріс на 66-му Венеційському МКФ, 2009

| Рік  | Назва                             | Оригінальна назва                     | Роль                  |
| ---- | --------------------------------- | ------------------------------------- | --------------------- |
| 2023 | Три мушкетери: Міледі             | Les Trois Mousquetaires: Milady       | Араміс                |
| 2023 | Три мушкетери: Д’Артаньян         | Les Trois Mousquetaires: D'Artagnan   | Араміс                |
| 2023 | Королівство тварин                | Le Règne animal                       | Франсуа               |
| 2022 | Кінцевий монтаж                   | Coupez !                              | Ремі / Хігураші       |
| 2021 | Ейфель                            | Eiffel                                | Гюстав Ейфель         |
| 2018 | Чорна смуга                       | Fleuve noir                           | Ян Беллель            |
| 2018 | Наші битви                        | Nos batailles                         | Олів'є Валле          |
| 2018 | За подих від тебе                 | Dans la brume                         | Матьє                 |
| 2017 | Усі гроші світу                   | All money in the world                | Чінкуанта             |
| 2016 | Кілер мимоволі                    | Un petit boulot                       | Жак Скоран            |
| 2014 | Нова подружка                     | Une nouvelle amie                     | Давид / Вірджинія     |
| 2013 | Піна днів                         | L'écume des jours                     | Колін                 |
| 2013 | Китайська головоломка             | Casse-tête chinois                    | Ксав'є Руссо          |
| 2012 | Кохання на кінчиках пальців       | Populaire                             | Луїс                  |
| 2010 | Людина, яка хотіла жити по-своєму | L'homme qui voulait vivre sa vie      | Поль Ексбен           |
| 2010 | Серцеїд                           | L'arnacoeur                           | Алекс                 |
| 2009 | Переслідування                    | Persécution                           | Даніель               |
| 2008 | Заручник смерті                   | Et après                              | Натан дель Аміко      |
| 2008 | Париж                             | Paris                                 | П'єр                  |
| 2007 | Чоловік у віці… зараз або ніколи! | L'Âge d'homme… maintenant ou jamais ! | Самуель               |
| 2007 | Мольєр                            | Molière                               | Жан-Батіст Поклен     |
| 2006 | У Парижі                          | Dans Paris                            | Поль                  |
| 2005 | Красуні                           | Les Poupées russes                    | Ксав'є Руссо          |
| 2005 | І моє серце завмерло              | De battre mon coeur sest arrêté       | Тома Сейр             |
| 2004 | Арсен Люпен                       | Arsène Lupin                          | Арсен Люпен           |
| 2004 | Вигнанці                          | Exils                                 | Зано                  |
| 2003 | Ключі від машини                  | Les clefs de bagnole                  |                       |
| 2003 | Осмос                             | Osmose                                | Ремі                  |
| 2003 | Не так серйозно                   | Pas si grave                          | Лео                   |
| 2003 | Розлучення                        | Le divorce                            | Ів                    |
| 2003 | Готель Чимкент                    | Shimkent Hotel                        | Ромен                 |
| 2002 | Ті, що втратили та шукають        | Filles perdues, cheveux gras          | Матьє                 |
| 2002 | Адольф                            | Adolphe                               | D'Erfeuil             |
| 2002 | 17 миттєвостей Сесіль Кассар      | 17 fois Cécile Cassard                | Матьє                 |
| 2002 | Іспанський готель (Іспанка)       | L'auberge espagnole                   | Ксав'є                |
| 2001 | Агент «Бабка»                     | CQ                                    | хіппі-режисер         |
| 2001 | Просвітлення                      | Being Light                           | Максим Лекок          |
| 2001 | Хлопчик-мізинчик                  | Le Petit poucet                       | охоронець королеви    |
| 1999 | Може бути                         | Peut-être                             | Артюр                 |
| 1999 | Мене приніс лелека                | Je suis né dun cigogne                | Отто                  |
| 1998 | Викрадачі                         | Les Kidnappeurs                       | Зеро                  |
| 1998 | Уже мертвий                       | Déjà mort                             | Ромен                 |
| 1997 | Дивний чужинець                   | Gadjo Dilo                            | Стефан                |
| 1997 | Доберман                          | Dobermann                             | Маню                  |
| 1996 | 56 разів на тиждень               | 56 fois par semaine                   |                       |
| 1996 | Кожен шукає свого кота            | Chacun cherche son chat               | Le joueur de batterie |
| 1996 | Щоденник юного засранця           | Mémoires dun jeune con                | Люк                   |
| 1996 | Мадемуазель Ніхто                 | Mademoiselle Personne                 |                       |
| 1994 | Брати                             | Freres                                | Марко                 |
| 1994 | Юна загроза                       | Le Рéril jeune                        | Томазі                |

## Нагороди і номінації
| Рік                            | Категорія                | За фільм             | Результат |
| ------------------------------ | ------------------------ | -------------------- | --------- |
| Європейська кіноакадемія       |                          |                      |           |
| 2005                           | Найкращий актор          | І моє серце завмерло | Номінація |
| Золота зірка французького кіно |                          |                      |           |
| 2006                           | Найкращий актор          | І моє серце завмерло | Перемога  |
| Кришталевий глобус             |                          |                      |           |
| 2006                           | Найкращий актор          | І моє серце завмерло | Перемога  |
| 2008                           | Найкращий актор          | Мольєр               | Перемога  |
| 2011                           | Найкращий актор          | Серцеїд              | Номінація |
| 2019                           | Найкращий актор          | Наші битви           | Номінація |
| Премія «Люм'єр»                |                          |                      |           |
| 2000                           | Найперспективніший актор | Може бути            | Перемога  |
| 2006                           | Найкращий актор          | І моє серце завмерло | Перемога  |
| 2014                           | Найкращий актор          | Піна днів            | Номінація |
| 2015                           | Найкращий актор          | Нова подружка        | Номінація |
| 2019                           | Найкращий актор          | Наші битви           | Номінація |
| Премія «Сезар»                 |                          |                      |           |
| 1999                           | Найперспективніший актор | Дивний чужинець      | Номінація |
| 2000                           | Найперспективніший актор | Може бути            | Номінація |
| 2006                           | Найкращий актор          | І моє серце завмерло | Номінація |
| 2011                           | Найкращий актор          | Серцеїд              | Номінація |
| 2015                           | Найкращий актор          | Нова подружка        | Номінація |
| 2019                           | Найкращий актор          | Наші битви           | Номінація |